# غوس وليامز (مغني)
غوس وليامز (بالإنجليزية: Gus Williams)‏ هو مغني أسترالي، ولد في 20 يونيو 1937، وتوفي في 13 سبتمبر 2010.

## وصلات خارجية
- غوس وليامز على موقع ميوزك برينز (الإنجليزية)